# Víctor Proncet
Víctor Pronzato, más conocido como Víctor Proncet (Moncalieri, 4 de noviembre de 1922 - Ciudad Autónoma de Buenos Aires, 12 de febrero de 2009), fue un actor, guionista, compositor y músico argentino. Es principalmente recordado por su protagónico en la película de culto argentina Los traidores (1973), de Raymundo Gleyzer, para la cual coescribió el guion (junto a Gleyzer), basado además en el cuento La víctima, de su autoría. También se han destacado sus composiciones para la música de varios films emblemáticos de la cinematografía argentina, como Contragolpe (de Alejandro Doria), El poder de las tinieblas (de Mario Sábato) y El Fausto criollo (de Luis Saslavsky), además de la ya mencionada Los traidores.

## Filmografía
Trabajó en los siguientes filmes:

### Cine

#### Intérprete
- L'isola alla deriva (1989) (Italia)
- La virgen gaucha (1987)
- Los superagentes contra los fantasmas (1986)
- Señora de nadie (1982)
- Los traidores (1973)
- El familiar (1972)
- Buenos Aires, verano 1912 (1966)
- El perseguidor (1965)
- El protegido (1956)
- Suspenso en comunismo (1956) (España)
- La pícara molinera (1955) (España y Francia)

#### Guionista
- Los corruptores (1987)
- Los superagentes contra los fantasmas (1986)
- Los Parchís contra el inventor invisible (1981)
- La magia de Los Parchís (1981)
- Ritmo a todo color (1980)
- Más allá del sol (1975)
- Los traidores (1973)
- Un elefante color ilusión (1970)
- Buenos Aires, verano 1912 (1966)

#### Textos/Guion
- La tierra quema (1964) (cortometraje)

#### Argumento
- La virgen gaucha (1987)

#### Autor
- Los traidores (1973)

#### Música
- Contraluz (cortometraje 1993)
- La garganta del diablo (1993)
- El acompañamiento (1988)
- Obsesión de venganza (1987)
- La virgen gaucha (1987)
- Los corruptores (1987)
- Los superagentes contra los fantasmas (1986)
- Secretos en el Monte Olvidado (1986)
- El bromista (1981)
- Los Parchís contra el inventor invisible (1981)
- La magia de Los Parchís (1981)
- Ritmo a todo color (1980)
- Tiro al aire (1980)
- Queridas amigas (1980)
- El Fausto criollo (1979)
- La isla (1979)
- El poder de las tinieblas (1979)
- Contragolpe (1979)
- Los superagentes y el tesoro maldito (1977)
- Los superagentes biónicos (1977)
- Más allá del sol (1975)
- El grito de Celina (1975)
- Un mundo de amor (1975)
- El amor infiel (1974)
- Paño verde (1973)
- La piel del amor (1973)
- Los traidores (1973)
- Un guapo del 900 (1971)
- El ayudante (1971)
- La tierra quema (cortometraje) (1964)

#### Dirección musical
- Las aventuras de los Parchís (1982)

#### Temas Musicales
- La malavida (1973)

### Televisión

#### Guionista
- Clave de sol (serie) (1987)
- Los especiales de ATC  (serie) 
  - Somos como el río (1982)
- Humorisqueta (1973) (serie, 3 episodios)
- Ciclo de teatro argentino (serie, 3 episodios) 
  - Milagro en el mercado viejo (1971)
  - Pata de palo (1971)
  - El hombre del ovni (1970)
- Jueves sorpresa (serie, 1 episodio) 
  - Trescientos millones (1971)
- Las grandes novelas (serie) (8 episodios 1970-1971)
- Los grandes relatos (serie) (3 episodios 1971)
- Hospital privado (serie) (19 episodios 1970)

#### Compositor
- Bianca (serie, 1964)
- Romeo y... Raquel!!! (serie, 1964 1 episodio)

## Teatro

### Director
- La infidelidad al alcance de todos

### Autor
- Chau rubia
- Ciudad de todos
- Ciudad nuestra de cada día
- Cosas de Pepito

### Música y letra de canciones
- La bicicleta
- El dedo gordo

### Música original, banda de sonido y director musical
- Stefano

### Libro y música
- Secretos de Marilyn

### Autor y música
- El manoseo

### Música
- El rehén
- Ejecución
- A la manera de...
- Imágenes de un tiempo muy largo
- El invitado
- El capote de Fabián
- La cometa azul
- ¡Estas cosas locas!
- Príncipe y mendigo
- Viejo matrimonio
- Acto rápido
- Cosas de Pepito
- Amarillo
- El sombrero de paja de italia
- La cuerda floja
- For export
- Chau, rubia
- Una libra de carne
- Juan Malambo y Margarita la chacarera
- La novia de los forasteros
- Ja-Je-Ji-Jo-Ju
- La revolución de las macetas